# 다비토정니치부
다비토정니치부（田人町荷路夫）는 후쿠시마현 이와키시의 오아자이다. 우편번호는 979-0241이며, 이 항목에서는 이 지역에 존재했던 기쿠다군, 이와키군 니치부촌에 해당한다.
1. ↑  “いわき市の人口（平成29年4月1日現在）” (일본어). いわき市. 2017년 5월 31일. 2017년 8월 2일에 확인함. 다음 글자 무시됨: ‘和書’ (도움말)
2. ↑  “市外局番の一覧”. 総務省. 2017년 5월 29일에 확인함. 다음 글자 무시됨: ‘和書’ (도움말)